# Odruch gładziznowy
Odruch gładziznowy – odruch pierwotny wywoływany przez opukiwanie gładzizny. Osoba badana mruga w odpowiedzi na kilka pierwszych puknięć. Jeśli nie przestanie mrugać, to nosi to nazwę objawu Myersona i jest zjawiskiem nieprawidłowym u osób dorosłych, często występującym przy chorobie Parkinsona i zespole czołowym. Objaw ten został opisany przez Abrahama Myersona, natomiast sam odruch gładziznowy opisał po raz pierwszy w 1896 r. Walker Overend.
Nieprawidłowy odruch gładziznowy może wystąpić również jako efekt uboczny przyjmowania niektórych leków (np. kariprazyny lub paliperydonu).
Czuciowe sygnały aferentne są przekazywane przez nerw trójdzielny, a sygnały eferentne wracają do mięśnia okrężnego oka przez nerw twarzowy, który powoduje skurcz mięśnia.